# ابن حیان قرطبی
ابو مروان حیان بن خلف بن حسین بن حیان القرطبی (۹۸۷-۱۰۷۵م) مورخ مسلمان اهل اندلس بود. اثر مهم او المُقتبس في تاريخ الأندلس میباشد.

## زندگی
پدرش از مقامات مهم دربار حاکم اندلس المنصور بود که باعث شد وی تحصیلات خوبی بگیرد. وی آثار متعددی در تاریخ منتشر کرد که تنها بخشی از آنها باقی مانده است. کتاب‌های او یکی از مهم‌ترین منابع برای مطالعه تاریخ اندلس، به‌ویژه تاریخ قرطبه و  طوائف است. 
او از اولین کسانی است که به مهاجمان وایکینگ، که مجوس مینامد اشاره میکند.
او مانند ابن حزم از سلسله بنی امیه دفاع کرد و از سقوط آن و انحلال دولت اندلس و آمدن سیستم طوائف به دنبال آن ابراز تأسف کرد.
او در سال ۱۰۷۵ در قرطبه درگذشت.

## آثار
- تاریخ فقهای قرطبه
- الکتاب الذی جمعت فی بین کتب القباشی و ابن عفیف.
- انتجاب الجمیل لمعاثر بنو خطاب
- الاخبار فی الدوله العامریه (در 100 جلد)
- البطشه الکبری (در ده جلد).
- المقطبی فی تاریخ اندلس (در ده جلد)[2]
- کتاب المتین.